# Acrostichum speciosum
Acrostichum speciosum är en kantbräkenväxtart som beskrevs av Carl Ludwig Willdenow. Acrostichum speciosum ingår i släktet Acrostichum och familjen Pteridaceae. Inga underarter finns listade.